# Offensive dell'estate 1993
Le offensive dell'estate del 1993 videro la cattura di diverse regioni dell'Azerbaigian da parte delle unità militari armene in una serie di battaglie da giugno ad agosto 1993 nel contesto della prima guerra del Nagorno Karabakh.

## Offensiva
Nell'estate del 1993, il distretto di Ağdam divenne teatro di scambi di artiglieria da entrambe le parti. Il 4 luglio, le forze armene iniziarono un bombardamento di artiglieria contro la città di Aghdam e quando i civili iniziarono ad evacuare la città, così fecero i soldati. Mentre si svolgevano combattimenti casa per casa, gli azeri fecero pochi tentativi per difendere la città. Entro la fine del mese, le forze armene avevano preso possesso di Agdam e si stima che 120 000 civili azeri fossero fuggiti dalla regione. Il 29 luglio fu approvata la seconda risoluzione 853 dell'UNSC, 853, che condannava l'offensiva e riaffermava le risoluzioni precedenti. Nonostante le richieste di fermare i loro progressi, il governo armeno dichiarò di non avere alcun controllo sui leader militari dell'enclave per annullare l'offensiva.
Di fronte a un collasso militare, Aliyev tentò di mediare con il governo de facto del Nagorno Karabakh e con i funzionari del gruppo di Minsk. Una tregua di tre giorni fu concordata da entrambi i governi a partire dal 26 luglio. In pochi giorni, come uno spettacolo che era diventato fin troppo familiare per entrambi, il cessate il fuoco crollò ed entrambe le parti ripresero  a combattere. A metà agosto, gli armeni radunarono una forza per prendere Fuzuli e Jabrayil, a sud dell'Oblast' autonoma del Nagorno Karabakh propriamente detta, e sotto controllo azero. L'Azerbaigian accusò le forze armene di aver già iniziato a bombardare i villaggi, mentre gli armeni negarono, sostenendo che stavano "difendendo il confine meridionale dell'enclave dagli attacchi dell'Azerbaigian". In entrambi i casi, le forze armene attraversarono e avanzarono a sud verso il confine con l'Iran in direzione di Fuzuli. Supportati da corazzate pesanti, si fecero strada attraverso la regione mentre il governo iraniano emise diversi avvertimenti sulla nuova offensiva, ma affermando anche che si sarebbe nuovamente impegnato in nuovi colloqui di pace. La regione era popolata da 30-50 000 azeri, costringendo molti di loro a fuggire e a cercare rifugio in Iran. Entro il 20 agosto, Fuzuli, Jabrayil e Zangelan caddero in mano armena.
I mujahideen afghani dell'Hezb-e-Islami presero parte all'offensiva dalla parte dell'Azerbaigian.